# Dinan
Dinan este un oraș în nord-vestul Franței, sub-prefectură a departamentului Côtes-d'Armor în regiunea Bretania.
1. ↑  Code officiel géographique[*] Verificați valoarea |titlelink= (ajutor)
2. ↑  répertoire géographique des communes, accesat în 26 octombrie 2015